# Vlado Glođović
Vlado Glođović (Servisch: Владо Глођовић) (Vrbas, 8 november 1976) is een Servisch voormalig voetbalscheidsrechter. Hij was in dienst van FIFA en UEFA tussen 2012 en 2016. Ook leidde hij van 2008 tot 2017 wedstrijden in de Superliga.
Op 17 augustus 2008 leidde Glođović zijn eerste wedstrijd in de Servische eerste divisie. De wedstrijd tussen Borac Čačak en Čukarički eindigde in 0–0. Hij gaf in dit duel geen enkele gele kaart. Twee jaar later, op 1 juli 2010, floot de scheidsrechter zijn eerste wedstrijd in de UEFA Europa League. FC Zestafoni en SC Faetano troffen elkaar in de eerste ronde (5–0). In dit duel deelde de Servische leidsman vijf gele kaarten uit. Zijn eerste wedstrijd in de UEFA Champions League volgde op 24 juli 2012, toen in de tweede ronde Sheriff Tiraspol met 1–0 won van Uliss Jerevan. Glođović gaf in dit duel viermaal een gele kaart aan een speler.

## Interlands
| Datum             | Plaats                 | Wedstrijd                 | Uitslag | Competitie        | Kreeg geel | Kreeg voor de tweede keer geel en dus rood | Weggestuurd |
| ----------------- | ---------------------- | ------------------------- | ------- | ----------------- | ---------- | ------------------------------------------ | ----------- |
| 25 maart 2011     | Podgorica, Montenegro  | Montenegro – Oezbekistan  | 1 – 0   | Vriendschappelijk | 5          | 0                                          | 0           |
| 11 september 2012 | Belfast, Noord-Ierland | Noord-Ierland – Luxemburg | 1 – 1   | WK-kwalificatie   | 5          | 0                                          | 0           |
| 5 maart 2014      | Podgorica, Montenegro  | Montenegro – Ghana        | 1 – 0   | Vriendschappelijk | 4          | 0                                          | 0           |
| 30 maart 2015     | Doha, Qatar            | Oman – Algerije           | 1 – 4   | Vriendschappelijk | 1          | 0                                          | 0           |
| 20 mei 2016       | Boedapest, Hongarije   | Hongarije – Ivoorkust     | 0 – 0   | Vriendschappelijk | 0          | 0                                          | 0           |